# Гытгывеем
Гытгывеем (Гытгывээм) — река в России, на севере Дальнего Востока, протекает по территории Анадырского района Чукотского автономного округа. Длина — 29 км.
Название в переводе с чукотского языка — «озёрная река».
Исток реки Гытгывеем — озеро Майниц. Река протекает в северо-западном направлении, впадает в Ныгчеквеем справа в 180 км от его устья.
Крупный приток — Мальковый. Река соединена протоками с озёрами Гытгыкай и Мрак, и более мелкими.
В водах реки находятся нерестилища нерки (Oncorhynchus nerka).

## Данные водного реестра
По данным государственного водного реестра России относится к Анадыро-Колымскому бассейновому округу.
Код водного объекта в государственном водном реестре — 19060000112119000129074